# Naughty America
Naughty America (letteralmente America indecente) è un sito pornografico a pagamento specializzato in fantasie sessuali (la maggior parte dei contenuti è costituito da reality porn).

## Storia
In origine, il brand ufficiale era SoCal Cash, diventato Naughty America nel 2004. Nel nuovo marchio c'è un riferimento al 1776, anno della Dichiarazione d'indipendenza degli Stati Uniti d'America ed i produttori hanno spiegato questa scelta attraverso le parole di Thomas Jefferson che in quell'anno incitò gli americani col motto Life, liberty, and the pursuit of happiness (Vita, libertà e perseguimento della felicità).
Il sito è stato creato nel 2000 dalla La Touraine, Inc., una società di marketing e consulenza con sedi amministrative a San Diego e studi di produzione a Los Angeles. Inizialmente il sito si occupava unicamente della promozione dei programmi affiliati di altre aziende e solo in seguito è passato alla produzione di contenuti. La società ha circa 60 dipendenti.
A fine 2005 la Safe Escape Studios sviluppa per l'azienda il gioco Naughty America: The Game, pubblicato nel 2006, che combina realtà virtuale con siti di incontri per adulti, consentendo di creare un personaggio fittizio affiancandolo ad una chat con profili utente verificati. Il gioco fu escluso dalla partecipazione all'E3 di Los Angeles poiché ritenuto per adulti.
Ad agosto del 2007 ha esordito sul web The Naughty American (lett: l'americano/a indecente), magazine di notizie e opinioni sul mercato del porno in termini puramente merceologici.
All'inizio del 2008, lo slogan del sito è cambiato da La differenza sta qui ("The Difference Is Here") a Nessuno lo fa meglio ("Nobody Does It Better").
Nel gennaio 2008 l'azienda ha lanciato una linea gay chiamata Suite 703, sempre specializzata nella messa in scena delle fantasie sessuali.
Nell'ottobre 2008 Naughty America ha lanciato Naughty America Direct, un'applicazione basata su Adobe Air, descritta come un "iTunes per il porno" tramite la quale erano venduti singolarmente video integrali senza DRM, senza la necessità di un abbonamento. Di lì a poco fu chiuso per la morte dello sviluppatore incaricato.
Nel 2009, la rivista Adult Video News in occasione degli AVN Awards, lo ha nominato miglior sito per adulti. L'azienda ha all'attivo la produzione di 70 DVD distribuiti nel mondo da PurePlay Media.
Nel gennaio 2014, l'azienda, dopo un'anteprima offerta al CES 2014 di Las Vegas, è stata la prima a offrire video per adulti in streaming in risoluzione 4K.

## Il "Naughty America Network"
I siti che compongono il network di Naughty America sono:
- 2 Chicks Same Time[12]
- American Daydreams
- Asian 1 on 1[13]
- Ass Masterpiece
- Diary of a Milf
- Diary of a Nanny
- Dirty Wives Club[14]
- Fast Times
- Housewife 1 on 1[15]
- I Have a Wife[16][17]
- Latin Adultery
- Lesbian Girl on Girl
- Live Gym Cam
- Live Naughty Milf
- Live Naughty Nurse
- Live Naughty Teacher
- Live Party Girl
- Milf Sugar Babes
- My Daughter's Hot Friend
- My Dad's Hot Girlfriend
- My First Sex Teacher
- My Frirend's Hot Girl
- My Friend's Hot Mom
- My Girl Loves Anal
- My Girlfriend's Busty Friend
- My Naughty Latin Maid
- My Naughty Massage
- My Sister's Hot Friend
- My Wife is my Pornstar
- My Wife's Hot Friend
- Naughty America
- Naughty Athletics[18]
- Naughty Bookworms
- Naughty Country Girls
- Naughty Flipside[19]
- Naughty Neighbors[20]
- Naughty Office
- Naughty Rich Girls
- Naughty Secretary
- Naughty Student
- Naughty Weddings
- Neighbour Affair
- Perfect Fucking Strangers
- Real Pornostars VR
- Seduced by a Cougar[21]
- SoCal Coeds
- The Passenger
- Tonight's Girlfriend[22]
- Wifes On Vacation

## Premi
Naughty America ha ricevuto delle nomination per i premi AVN awards in diverse occasioni, vincendo nel 2008 il premio per la Miglior Serie a Tema Etnico nella categoria Asiatico con la serie Asian 1 on 1 e nel 2011 il premio per la Miglior Serie a Tema Etnico nella categoria Latino con la serie Latin Adultery.
Nel 2012 e nel 2013 ha vinto sia il premio XBIZ Award per la Serie a Tema Latino dell'Anno con la serie Latin Adultery sia il premio Sito dell'Anno con NaughtyAmerica.com. Nel 2013, 2014 e 2015, con Tonight's Girlfriend, ha vinto il premio per la Serie Caricatura dell'Anno (Vignette Series of the Year), che nel 2013 ha valso alla compagnia anche il premio di Nuova Serie dell'Anno. Al 2022 ha ottenuto 20 riconoscimenti nei maggiori concorsi del settore.